# Камасари
Камасари (порт. Camaçari) град је у Бразилу у савезној држави Баија. Према процени из 2007. у граду је живело 220.495 становника.

## Становништво
Према процени из 2007. у граду је живело 220.495 становника.
| 1991.   | 2000.   |
| ------- | ------- |
| 113,639 | 161,727 |